# Habitation Massieux
L'habitation Massieux est une ancienne plantation coloniale, située à Bouillante, sur Basse-Terre, dans le département de la Guadeloupe en France. Bâtie au milieu du XIXe siècle, la maison du maître en bois et ses dépendances sont inscrites aux monuments historiques en 2008. Le site est aujourd'hui consacré à l'hébergement touristique, avec gîtes et chambres d'hôtes. 

## Historique
L'habitation caféière est construite en 1838 par le couple Marie Bodenan et Abraham Victorin Lesueur qui acquièrent le terrain. Au moment de la deuxième abolition de l'esclavage en 1848, Victorin Lesueur, alors maire de Bouillante, possède 68 esclaves.
L'exploitation agricole prend ensuite le nom d'habitation Massieux en 1857. Les espaces intérieurs de la maison du maître sont restructurés en 1972.

## Description
La maison du maître est petite et assez simple, construite en bois sur un seul niveau avec comble, couvert par un toit à demi-croupes en tôle. Elle est constituée de deux bâtiments accolés. 
Il ne demeure de la caféière que la terrasse pour faire sécher le café, fondée vers 1840. En sus des dépendances telles la cuisine et la case à manioc, elle dispose d'une case à pirogue.